# Johann Bjelik von Kornitz
Johann Bjelik von Kornitz (auch Johann Bielik von Kornitz; tschechisch Jan Bělík z Kornic; * vor 1434; † nach 1496) war ein mährisch-schlesischer Adliger. Als Anhänger des ungarischen Königs Matthias Corvinus war er von 1481 bis 1488 Hauptmann der oberschlesischen Herzogtümer.

## Leben
Johann Bjelik entstammte dem mährisch-schlesischen Adelsgeschlecht mit dem Prädikat „von Kornitz“ (z Kornice), das sich vom gleichnamigen Ort ableitet, der heute zur polnischen Gemeinde Pietrowice Wielkie (Groß Peterwitz) gehört. Der Zweig der Bjelik von Kornitz, von dem Johann abstammte, war überwiegend im Herzogtum Teschen begütert. 1434 erwarb Johann zusammen mit seinen Brüdern Sobek und Matěj das bei Ostrau liegende Strzebowitz (heute Třebovice).
Johann war in erster Ehe mit Elisabeth Pankraz (Alžběta Pankrácova) aus St. Nikolaus (Sv. Mikuláš) verheiratet. Nach deren Tod ließ er sich im Herzogtum Troppau nieder und vermählte sich in zweiter Ehe mit Katharina von Krawarn (Kateřina z Kravař), die Groß Hoschütz in die Ehe brachte. Als Heiratsgut überschrieb er ihr die Herrschaft Oderberg. 
Als während des Ungarisch-böhmischen Kriegs um die Vorherrschaft in Böhmen Matthias Corvinus 1474 das Herzogtum Jägerndorf dem rechtmäßigen Besitzer Herzog Johann IV. entriss, ließ er es von Johann Bjelik verwalten. Auch die Verwaltung des Herzogtums Cosel übertrug ihm Corvinus, das er sich 1477 ebenfalls angeeignet hatte.
1481 teilte Matthias Corvinus, dessen Herrschaftsbereich seit 1474 die böhmischen Nebenländer Mähren, Schlesien und die Lausitz umfasste, das Amt des Oberlandeshauptmanns von Schlesien auf. Johann Bjelik wurde Hauptmann der oberschlesischen Herzogtümer und Georg von Stein, der zugleich Landeshauptmann von Schweidnitz-Jauer war, Hauptmann der niederschlesischen Herzogtümer. Georg von Stein residierte in Schweidnitz bzw. auf dem Fürstenstein, Johann Bjelik in Cosel. In Cosel ließ er den Bau der alten Holzburg aus Stein errichten. 
Vermutlich unter Corvins Druck verkaufte 1482 der Gleiwitzer Herzog Johann IV. die zweite Hälfte von Gleiwitz an Johann Bjelik, der schon vorher mit Corvins Hilfe die erste Hälfte erworben hatte. Neben dem so erlangten Herzogtum Gleiwitz gehörte ihm auch Hultschin. Zusammen mit seinem Sohn Wenzel/Václav erwarb er 1484 Kosmütz (Kosmice) im Hultschiner Ländchen.
1487 nahm Johann Bjelik während des Schlesischen Fürstentags in Cosel die Oppelner Herzöge Johann II. und Nikolaus II. gefangen. Sie hatten sich beim Nürnberger Reichstag bei Kaiser Friedrich III. über Matthias Corvinus beschwert und sollten deshalb bestraft werden. Erst nach der Huldigung Corvins und der Zahlung von 30.000 Gulden wurden sie freigelassen. 
Nach dem Tod des Königs Corvinus 1490 wurde Johann Bjelik 1492 von dessen Nachfolger Vladislav II. gefangen genommen. Um die Gunst des Königs wieder zu erlangen, verzichtete Bjelik gemeinsam mit seinem Sohn Wenzel auf alle Besitzungen, wodurch er straflos ausging. Auch Bjeliks Frau Katharina von Krawarn gab ihr Heiratsgut Oderberg heraus. Gleiwitz und Hultschin gelangten nun an Wilhelm II. von Pernstein.